# Tommaso Gaudiosi
Tommaso Gaudiosi, anche Tomaso Gaudiosi (Cava de' Tirreni o Napoli, inizio XVII secolo – Cava de' Tirreni o Napoli, dopo il 1671) è stato un poeta italiano di scuola marinista.

## Biografia
Nato molto probabilmente a Cava de' Tirreni tra la fine del XVI e l’inizio del XVII secolo, compì studi giuridici e si avviò alla professione notarile. A Cava dovette, ad ogni modo, dimorare in modo stabile, con l'eccezione di qualche trasferta imposta dagli impegni professionali, e certamente vi rivestì l’incarico pubblico di segretario cittadino.

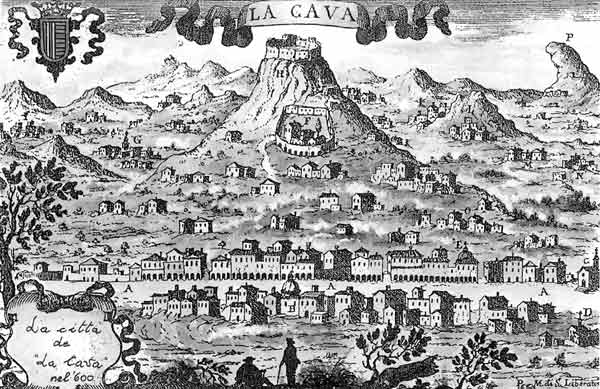
Cava de' Tirreni nel XVII secolo

Qualche utile informazione biografica si può ricavare da elementi interni alle sue opere, in particolare dall'Arpa poetica, raccolta di versi pubblicata a Napoli nel 1671. Una delle poesie proemiali dell’opera ci rivela, per esempio, che al momento della pubblicazione il Gaudiosi era ormai avanti negli anni, e diversi sonetti alludono alla sua canizie, al venir meno della vista, ecc. Nella prefazione il poeta stesso racconta di aver perso i figli, che dal sonetto Alle proprie poesie, perduti i figli naturali sappiamo essere stati tre. E l'avvertimento dello stampatore ai lettori spiega che all'epoca della pubblicazione l'autore si trovava “lontano da Napoli”. Da alcuni dei componimenti del Gaudiosi o a lui indirizzati da altri letterati e inclusi nella raccolta è inoltre possibile farsi un’idea della fitta rete di relazioni che il poeta intratteneva con significativi esponenti culturali dell’ambiente partenopeo: incontriamo figure come Girolamo Fontanella, Pietro Casaburi Urries, Giovanni Canale, Giuseppe Battista, Antonio Muscettola, Niccolò Toppi, Federigo Meninni, e altri ancora.
Partecipò alle attività delle locali accademie cavesi dei Ravveduti e degli Occulti e fu in contatto con quella napoletana degli Oziosi.
Sconosciuto il luogo della morte, forse Cava o Napoli. La data andrà collocata non troppo oltre l’ottavo decennio del Seicento.

## Opere
Le prime opere date alle stampe da Tommaso Gaudiosi furono una tragedia, La Sofia, ovvero L'innocenza ferita (Napoli, Nucci, 1640), e un'orazione, Il tempio rinascente, relazione per la consegrazione della maggior chiesa della Cava sotto il titolo delle Visitazione (Napoli, Francesco Savio, 1643). Eccezion fatta per la tragedia, la produzione in versi del poeta circolò a lungo solo in forma manoscritta. Giunto all’età senile tuttavia il Gaudiosi si risolse, per interessamento del letterato napoletano Lorenzo Crasso, a stampare il suo corpus poetico nel volume L'arpa poetica di Tomaso Gaudiosi, distinta in sei parti (Napoli, Novello de' Bonis, 1671), che è dunque di gran lunga la sua opera più importante.
L’arpa poetica raccoglie una variegata messe di componimenti, organizzati in sei sezioni. Gli argomenti prediletti sono quelli a carattere morale e religioso, trattati con particolare intensità e partecipazione, ma non mancano inquiete poesie a sfondo politico, storico e civile, nonché una sezione di versi giovanili a tema amoroso, dai quali, peraltro, il poeta prende le distanze.
Oltre a sonetti, canzoni e madrigali, tra i vari componimenti figurano carmi di ampie proporzioni, come L’invito della Sirena alla maestà della Regina di Svezia (dove la sirena è, naturalmente, Partenope), Il Corradino (riflessione su Corradino di Svevia scritta “in persona di Carlo I”), Il pianto d'Italia ("in occasion delle guerre del 1643"), La fenice rinascente (traduzione parafrastica da Claudiano) e le stanze dedicate All'immaculata Madre di Dio, Maria sempre vergine, tutti in ottava rima, nonché un poemetto di tre canti in sesta rima, La Vergine trionfante.
Nella preliminare nota "al lettore", di pugno dello stesso Gaudiosi, le poesie contenute nella raccolta vengono definite "aborti d'un animo petrurbato ed evaporamenti d'una mente agitata da tristi pensieri"; e nondimeno l’autore torna più volte a dichiarare l’intento di immortalarsi nei suoi versi.

## Un testo esemplificativo
Ecco de’ dolci miei teneri errori
il fausto clima, il genïale albergo,
a cui già volsi infaustamente il tergo
per cercar nova terra e nuovi amori.
Per tenerezza qui de’ vivi umori
che mi cingono il cor, le guance aspergo:
qui parimente mi sollevo ed ergo,
a trar da questo ciel nuovi furori.
Ma dove – ahi lasso! – de’ miei dolci affanni
son le belle cagioni? Ha pur distrutto
sì ricche moli un breve corso d’anni!
O Natura imperfetta, a che produtto
le cose avendo, alfin la speme inganni
e in un subito nulla involvi il tutto?
(Tommaso Gaudiosi, Ritornando alla stanza paterna)
Si nota un'influenza esercitata a posteriori anche su Giacomo Leopardi, specie confrontando la strofa finale con alcuni versi di A Silvia:
perché non rendi poi

quel che prometti allor? perché di tanto

inganni i figli tuoi?»
(A Silvia, vv. 36-39)

I tema della Natura ingannatrice e del tempo che scorre, tipicamente barocchi, sono infatti ricorrente in Gaudiosi: